# Ultramarinos La Confianza
Ultramarinos La Confianza es una tienda de ultramarinos de la ciudad española de Huesca. Ubicada en la plaza López Allué, fue abierta por primera vez en el año 1871 por el comerciante de origen francés Hilario Vallier y es considerada la tienda de ultramarinos en activo más antigua de España.

## Historia
En sus inicios el local se destinó a mercería y sedería ampliándose posteriormente a la venta de lujosos productos de importación, venidos de ultramar, aromáticos cafés y chocolates, licores franceses o alimentos ahumados.
Tras diferentes regencias del establecimiento, denominado La Confianza desde sus orígenes, en la primera mitad del siglo XX fue adquirido por la familia Villacampa-Sanvicente, actuales regentes. Su propietaria fue galardonada con el Premio Mujer Empresaria Europea 2011, y es considerada por la prensa internacional como «La reina de los ultramarinos».

## Edificio
El techo de la tienda de ultramarinos fue decorado por el pintor oscense León Abadías y Santolaria en el año 1871 dentro de la corriente que se denominó decoraciones civiles, composiciones alegóricas al comercio internacional y los productos que se vendían en el establecimiento.

## Reconocimientos
- Premio para Ultramarinos La Confianza, la tienda "más antigua" de España. 21 de noviembre de 2011.[5]
- Premio del Consejo Europeo de Mujeres Emprendedoras.[6]
- Premio Madame Commerce de France.[7]
- Premio al concurso Escaparates de leyenda.[8]

## Patrimonio histórico
En el año 2013 el edificio de la tienda fue declarado Patrimonio histórico comercial de la humanidad.